# Verwaltungsgemeinschaft Schiefergebirge
La Verwaltungsgemeinschaft Schiefergebirge est une communauté d'administration allemande qui regroupe 3 communes du land de Thuringe, dans l'arrondissement de Saalfeld-Rudolstadt, au centre de l'Allemagne. En 2015, sa population est de 6 765 habitants.

## Source de la traduction
- (de) Cet article est partiellement ou en totalité issu de l’article de Wikipédia en allemand intitulé « Verwaltungsgemeinschaft Schiefergebirge » (voir la liste des auteurs).